# TV Senado (Brasil)
TV Senado es un canal de televisión abierta brasileño que transmite los acontecimientos, los debates y las deliberaciones del Senado de Brasil a través del sistema de televisión de pago, Internet a través de antenas parabólicas. Este canal fue lanzado el 5 de febrero de 1996, como resultado de la ley de cabodifusión.
A través de TV Senado y TV Câmara, los ciudadanos brasileños pueden seguir los trabajos de ambas cámaras del Congreso en Brasilia.
El 20 de noviembre de 2006, la estación comenzó su proyecto de expansión y ha operado en el canal abierto en las ciudades de Salvador, João Pessoa, Recife y Manaus.

## Antenas Parabólicas
TV Senado pueden ser capturados en todo el país por los tipos de antenas parabólicas analógicas y digitales.
He aquí cómo ajustar:
Antena Parabólica - Sistema Analógico:
- Satélite - StarOne C2
- Transponder - 11 A2 Polarização: Horizontal
- Freqüência - 4.130 MHz
- Polarização - Horizontal

Antena Parabólica - Sistema Digital:
- Satélite - StarOne C2
- Transponder - 1 BE (Banda Extendida), Polarização: Vertical
- Freqüência - 3.644,4 MHz
- Freqüência (Banda - L) - 1.505,75 MHz
- PID - Vídeo: 1110 / Áudio: 1211 / PCR: 1110
- Receptor de Vídeo/Áudio Digital NTSC MPEG-2 DVB
- Symbol Rate - 3,2143Ms/s
- FEC - ¾

## Televisión por suscripción
El TV Senado también se transmite por televisión por cable vía satélite y MMDS. TV vía satélite que están en operación en Brasil Sky Brasil, TVA, Telefónica TV Digital, Tecsat, TV Alphaville, Nossa TV, entre otros. Estas compañías aéreas pasan por el sistema conocido como DTH - directo al hogar, donde el espectador / abonado recibe la señal directamente desde el satélite.
Los organismos de radiodifusión de televisión por cable en todo el país se para uno de sus canales de TV en el Senado, así como la cámara de televisión a la televisión y las elecciones locales, entre otros canales de interés público.
En el sistema de televisión por cable, el operador de la señal se distribuye en una red de cable responsable de cubrir un área geográfica determinada. Tras el pago de membresía y una cuota de consumo mensual, el operador instala la casa de un dispositivo de abonado conectadas a la serie de televisión-el cuadro superior que le permite recibir en el menú de canales, que deben incluirse en el canal de televisión del Senado, sin ningún pago adicional .
Según una encuesta de la revista Pay-TV, en 2006, el número de abonados a la televisión por cable en Brasil es de aproximadamente 4,2 millones de personas.

## TV Abierta
Desde el 12 de diciembre de 2000, el Senado actúa de difusión de televisión en UHF, en Brasilia, en el canal 51. El 20 de noviembre de 2006, la estación comenzó su proyecto de expansión y ha operado en el canal abierto en la ciudad de Salvador (53/UHF), y el 14 de marzo de 2007, João Pessoa (40/UHF), Recife ( 55/UHF) y Manaus (57/UHF) comenzó a recibir la señal de TV Senado.
Pronto entrará en funcionamiento el 23/UHF canal en la ciudad de Gama, que rodean el Distrito Federal, ampliando la cobertura de la señal de la estación en la capital. La TV Senado continúa su expansión, consolidación de la cadena de televisión del Senado en el aire, con 9 canales de retransmisión ya autorizada por el Ministerio de Comunicaciones, ya en ejecución. Ellos son: Río de Janeiro (canales 49 y 64/UHF), Fortaleza (canal 43/UHF), Maceió (canal 35/UHF), Natal (canal 52/UHF), Goiânia (canal 21/UHF), Belém (canal de 44/UHF), Cuiabá (canal 55/UHF) y Boa Vista (13/VHF canal).
Hoy en día, la TV Senado transmite sus señales vía satélite de cobertura nacional y puede ser capturado en más de cinco municipios. La recepción en UHF sólo a la instalación de las estaciones que captan la transmisión y que el sitio de retransmisión.
Por lo tanto, es necesario llegar a un acuerdo con las emisoras locales para la instalación del transmisor y la antena para la transmisión de televisión en UHF. Detalladas para la instalación y funcionamiento se proporcionan en la regulación de los servicios y la legislación de radiodifusión.

### Cadenas abiertas de TV Senado

#### Operativo
- Brasília - DF: - Canal 51 UHF (Geradora da Rede)
- Gama - DF: - Canal 36 UHF
- São Paulo - SP: - Canal 64 UHF Digital
- Salvador - BA - Canal 53 UHF
- João Pessoa - PB: - Canal 40 UHF
- Recife - PE: - Canal 55 UHF
- Manaus - AM: - Canal 57 UHF
- Natal - RN: - Canal 52 UHF
- Macau - RN :- TV Litorânea - Canal 22- Estación de TV afiliada a TV Senado. Transmitiendo parte de la programación local y parte generada en la capital federal

#### En la implementación
- Río de Janeiro: - RJ - Canales 49 y 64 UHF
- Goiânia - GO: - Canal 21 UHF
- Belém - PA - Canal 44 UHF
- Boa Vista - RR: - Canal 13 VHF
- Cuiabá - MT: - Canal 55 UHF
- Porto Alegre - RS: - Canal 62 UHF

## Sitios Oficiales
- Sitio oficial da TV Senado
- Sitio oficial do Senado Federal do Brasil

- Datos: Q7672422